# О’Коннор, Шинейд
Шуха́да Садакат (англ. Shuhada' Sadaqat; урождённая Шинейд Мари́ Бернаде́тт О’Ко́ннор, англ. Sinéad Marie Bernadette O’Connor [ʃɪˈneɪd]); 8 декабря 1966, Гленнагири, Дублин — 26 июля 2023, Лондон) — ирландская вокалистка и композитор, актриса, мемуаристка.

## Биография

### Ранние годы
Родилась в Гленнагири, пригороде Дублина, 8 декабря 1966 года. Родители развелись, когда ей было восемь лет. Была исключена из католической школы, где она училась без энтузиазма. Вскоре была арестована за магазинную кражу и отправлена в приют Магдалины.
На свадьбе родственников исполнила песню Барбры Стрейзанд «Evergreen». На 15-летнюю О’Коннор обратил внимание Пол Бирн (англ. Paul Byrne), барабанщик ирландской рок-группы In Tua Nua, известной как протеже Боно и U2. Некоторое время О’Коннор работала с группой, выступала как ведущая вокалистка, стала соавтором их дебютного сингла «Take My Hand» и оставила школу.
Мать О’Коннор погибла в автомобильной катастрофе 10 февраля 1985 года в возрасте 45 лет, потеряв контроль над своей машиной на обледенелой дороге и врезавшись в автобус, когда О’Коннор было восемнадцать лет. О’Коннор начала петь в дублинских кафе, поступила в музыкальный колледж.

### Карьера
В 1985 году О’Коннор заключила контракт с лейблом Ensign Records и переехала в Лондон. В 1986 она дебютировала саундтреком к фильму The Captive. Она записывалась вместе с гитаристом U2 Эджем, который был соавтором звуковой дорожки. Несмотря на удачный песенный дебют, лейбл отказался публиковать её первый альбом, посчитав треки «слишком кельтскими». Тогда О’Коннор взялась самостоятельно продюсировать свои композиции, переписала весь альбом и назвала его «The Lion and the Cobra» (1987). Название отсылало к 91 Псалму Библии. Сама запись охватывала широкую палитру жанров — от хард-рока и панк-рока до ирландского фолка. Диск в 1988 году фигурировал на 36 строке американского рейтинга Billboard 200. Синглы «Mandinka» и «Troy» стали фаворитами британского альтернативного радио, «Mandinka» поднялся до 14 строки танцевального чарта Америки. О’Коннор упоминала Боба Дилана, Дэвида Боуи, Боба Марли, Siouxsie and the Banshees и The Pretenders как ранние влияния.
В интервью, появившихся после издания альбома, О’Коннор защищала деятельность IRA, критиковала коллег, включая и U2, которые с первых шагов поддерживали её и чью музыку она назвала «напыщенной».
Песня «I Want Your Hands On Me» стала саундтреком фильма «Кошмар на улице Вязов 4: Повелитель сна».
В 1990 году, разведясь со своим первым мужем, барабанщиком Джоном Рейнольдсом, она записала второй альбом I Do Not Want What I Haven’t Got. С появлением этого диска О’Коннор стала суперзвездой, получив за него Грэмми в номинации «лучший альтернативный альбом». I Do Not Want What I Haven’t Got не покидал американского чарта в течение года, а на первой строке оставался шесть недель подряд.
Наиболее известной песней лонгплея был хит-сингл «Nothing Compares 2 U», возглавлявший американский чарт четыре недели подряд. В видеоклипе к песне почти всё время показывается крупным планом лицо О’Коннор, выражающее различные эмоции. Хит-сингл «Nothing Compares 2 U» написал Принс, а впервые его исполнила его группа The Family в 1985 году.
О’Коннор вышла замуж за бэк-вокалиста Хью Харриса. На концерте в Нью-Джерси она отказывалась выступать, если перед началом шоу будет звучать «The Star-Spangled Banner» (Гимн США, «Знамя, усыпанное звёздами»). Заявление получило широкий резонанс, и сам Фрэнк Синатра грозил «дать ей пинка под зад». Несмотря на четыре номинации Грэмми за альбом I Do Not Want What I Haven’t Got, О’Коннор демонстративно отказывалась участвовать в церемонии и требовала вычеркнуть её имя из списка номинантов.
В 1990 году исполнила песню «Mother» на концерте «The Wall Live in Berlin» бывшего лидера Pink Floyd Роджера Уотерса. Впоследствии Роджер отзывался об этом сотрудничестве как о крайне неприятном для него.
В 1992 году Шинейд снялась в роли писательницы Эмили Бронте в кинопостановке «Грозовой перевал».
Третий альбом Am I Not Your Girl? вышел в 1992 году. Коллекция известных поп-стандартов в новой интерпретации включала «I Want to Be Loved by You» Мэрилин Монро, «Gloomy Sunday» Билли Холидей, «Don’t Cry for Me Argentina» из мюзикла «Эвита». Диск получил сдержанные отзывы критиков и поднялся только до 27 позиции чарта Billboard 200.
Согласившись появиться в программе Saturday Night Live, О’Коннор исполнила а капелла песню Боба Марли «War», но слегка изменила её текст, упомянув насилие к детям, и закончила своё выступление тем, что демонстративно порвала перед камерами фотографию Иоанна Павла II со словами «Сражайтесь с настоящим врагом!». Через две недели на сцене нью-йоркского Madison Square Garden, где праздновалось 30-летие карьеры Боба Дилана, О’Коннор должна была исполнить песню Дилана «I Believe in You», но певицу освистали и несколько раз не давали начать исполнение. Тогда Шинейд остановила музыкантов и вновь исполнила а капелла «War».
Подвергнутая остракизму, О’Коннор удалилась из большого шоу-бизнеса. Она вернулась в Дублин, изучала оперное искусство, играла Офелию в театральной постановке «Гамлета», гастролировала с фестивалем WOMAD, организованном Питером Гэбриэлом.
Появились слухи, что О’Коннор страдает нервным расстройством и предпринимала попытку самоубийства.
В 1994 году вышел четвёртый студийный диск Universal Mother. Несмотря на хвалебные рецензии, он не имел большого успеха у публики (его высшее достижение — 36-й номер в Billboard 200). Через год О’Коннор объявила, что больше никогда не будет общаться с прессой.
В 1996 году она приняла участие в качестве приглашённой вокалистки в записи сольного альбома Broken China ещё одного участника Pink Floyd — клавишника Ричарда Райта. В следующем году вышел EP The Gospel Oak, включающий старые песни О’Коннор. Певица ушла в религию, была рукоположёна священником независимой католической церкви (так как в папском католичестве женщины не могут быть рукоположёны) Майклом Коксом и получила новое имя Бернадетт Мэри (англ. Bernadette Mary).
В 2000 году Шинейд О’Коннор подписала новый контракт с Atlantic Records и в июне опубликовала альбом с новым материалом Faith and Courage, прервавший шестилетнюю паузу. Её соавторами и сопродюсерами стали Скотт Катлер и Энн Превен, Дэйв Стюарт, Брайан Ино и Уайклеф Джин. «На этом альбоме — мой Бог и мои сыновья», — говорила О’Коннор.
В 2002 году вышел диск Sean-Nos Nua, широко использовавший ирландские мотивы. Он сплавил реггей, электронику и кельтскую музыку. После его выхода Шинейд на время оставила музыку, чтобы отдохнуть от рок- и поп-музыки, упомянув в интервью также о том, что страдала от фибромиалгии.
В 2003 году вышел DVD Goodnight, Thank You — сборник концертных записей певицы.
В декабре 2020 года О’Коннор анонсировала свои мемуары «Rememberings».
4 июня 2021 года О’Коннор объявила о своём немедленном уходе из музыкальной индустрии. Хотя её последний студийный альбом No Veteran Dies Alone должен был выйти в 2022 году, О’Коннор заявила, что не будет гастролировать и продвигать его. Сообщив об этом в Твиттере, она заявила: «Это объявление о моём уходе из гастрольного и звукозаписывающего бизнеса. Я постарела и устала. NVDA в 2022 году станет моим последним релизом. И больше не будет никаких гастролей или промо».
Позже, 7 июня, она отказалась от этого заявления, назвав его «реакцией на оскорбительное интервью», и заявила, что будет выступать с уже запланированным туром в 2022 году.

### Личная жизнь
Была замужем четыре раза. В конце 2011 года вышла замуж и развелась спустя 16 дней после заключения брака, признав, что решение было торопливым и ошибочным. У певицы четверо детей: дочь и три сына.
В 2014 году объявила о своём намерении вступить в партию «Шинн Фейн», поскольку желает «увидеть действительно социалистическую Ирландию».
8 августа 2017 года опубликовала в Facebook видео, записанное, по её словам, в мотеле Travelodge в Нью-Джерси. Сдерживая рыдания, О’Коннор рассказала о своём одиночестве и тяжёлой борьбе с психическим расстройством (биполярным расстройством), а также умоляла своих близких приехать к ней и не держать зла за приступы агрессии, присущие страдающим биполярным расстройством.
Осенью 2017 года официально сменила имя на Магду Давитт.
В октябре 2018 года в Твиттере объявила о принятии ею ислама: «Я хочу объявить, что я горжусь тем, что стала мусульманкой. Это естественное завершение пути любого здравомыслящего теолога. Любое изучение священных Писаний ведёт к исламу. Что делает все другие священные Писания лишними. У меня будет новое имя — Шухада».
В присутствии проживающего в Ирландии имама Умара аль-Кадри, Шухада Давитт провозгласила шахаду — свидетельство о вере в Аллаха, после произнесения которого человек, согласно мусульманским традициям, считается мусульманином. Процесс провозглашения шахады был записан на видео, и 25 октября 2018 года аль-Кадри опубликовал его на своей странице в Twitter.
8 января 2022 года один из сыновей певицы, 17-летний Шейн, покончил с собой.

## Смерть
26 июля 2023 года О’Коннор была найдена мёртвой в своей квартире в Херн-Хилле, Южный Лондон, в возрасте 56 лет. 28 июля 2024 года было сообщено, что причиной её смерти стали хроническая обструктивная болезнь лёгких и бронхиальная астма в сочетании с лёгкой формой инфекции нижних дыхательных путей.

## Дискография

### Альбомы
| Год  | Альбом                                                                                           | Англия | США | Австралия | Германия | Швейцария | Австрия | Франция | Швеция | Канада | Ирландия | Мировые продажи |
| ---- | ------------------------------------------------------------------------------------------------ | ------ | --- | --------- | -------- | --------- | ------- | ------- | ------ | ------ | -------- | --------------- |
| 1987 | The Lion and the Cobra                                                                           | 27     | 36  | -         | 52       | 12        | -       | -       | 37     | 17     | 1        | 2,500,000       |
| 1990 | I Do Not Want What I Haven't Got                                                                 | 1      | 1   | 1         | 1        | 1         | 1       | 1       | 1      | 1      | 1        | 8,000,000       |
| 1992 | Am I Not Your Girl?                                                                              | 6      | 27  | 17        | 24       | 11        | 9       | 26      | 16     | 11     | -        | 1,500,000       |
| 1994 | Universal Mother                                                                                 | 19     | 36  | 31        | 38       | 11        | 7       | 21      | 11     | 16     | -        | 1,500,000       |
| 1997 | Gospel Oak EP                                                                                    | 28     | 128 | -         | -        | -         | -       | -       | -      | 94     | -        | 250,000         |
| 1997 | So Far… the Best of Sinéad O’Connor                                                              | 28     | -   | -         | 97       | -         | 27      | -       | -      | -      | -        | 2,000,000       |
| 2000 | Faith and Courage                                                                                | 61     | 55  | 18        | 38       | 19        | 21      | 27      | 59     | 18     | -        | 1,000,000       |
| 2002 | Sean-Nós Nua                                                                                     | 52     | 139 | 61        | 75       | 67        | 29      | 69      | -      | -      | -        | 225,000         |
| 2003 | She Who Dwells in the Secret Place of the Most High Shall Abide Under the Shadow of the Almighty | -      | -   | -         | -        | -         | -       | 90      | -      | -      | -        | 100,000         |
| 2005 | Collaborations                                                                                   | -      | -   | -         | -        | -         | -       | -       | -      | -      | -        | 500,000         |
| 2005 | Throw Down Your Arms                                                                             | -      | -   | -         | -        | -         | -       | 26      | -      | -      | 19       | 250,000         |
| 2007 | Theology                                                                                         | 157    | 168 | -         | 86       | -         | -       | 81      | -      | -      | 18       | 375,000         |
| 2012 | How about I Be Me (And You Be You)?                                                              |        |     |           |          |           |         |         |        |        |          |                 |
| 2014 | I’m Not Bossy, I’m The Boss                                                                      |        |     |           |          |           |         |         |        |        |          |                 |

### Синглы
| Год  | Песня                                                                                 | США | US Hot 100 | US Modern Rock | US Dance | Австралия | Ирландия | Канада | Альбом                               |
| ---- | ------------------------------------------------------------------------------------- | --- | ---------- | -------------- | -------- | --------- | -------- | ------ | ------------------------------------ |
| 1986 | «Heroine» (The Edge featuring Sinéad O’Connor)                                        | 89  | —          | —              | —        | —         | 12       | —      | Captive OST                          |
| 1987 | «Troy»                                                                                | —   | —          | —              | —        | —         | —        | —      | The Lion & the Cobra                 |
| 1988 | «Mandinka»                                                                            | 17  | —          | —              | 14       | —         | 6        | 44     | The Lion & the Cobra                 |
| 1988 | «I Want Your (Hands on Me)»                                                           | 77  | —          | 26             | 20       | —         | —        | —      | The Lion & the Cobra                 |
| 1988 | «Jump in the River» (Sinéad O’Connor & Karen Finley)                                  | 81  | —          | 17             | —        | —         | 29       | —      | -                                    |
| 1990 | «Nothing Compares 2 U»                                                                | 1   | 1          | 1              | —        | 1         | 1        | 1      | I Do Not Want…                       |
| 1990 | «The Emperor’s New Clothes»                                                           | 31  | 60         | 1              | —        | 20        | 5        | 3      | I Do Not Want…                       |
| 1990 | «Three Babies»                                                                        | 42  | —          | —              | —        | —         | 19       | —      | I Do Not Want…                       |
| 1990 | «I Am Stretched on Your Grave»                                                        | —   | —          | —              | 27       | —         | —        | —      | I Do Not Want…                       |
| 1991 | «My Special Child»                                                                    | 42  | —          | —              | —        | —         | 6        | 87     | -                                    |
| 1991 | «Silent Night»                                                                        | 60  | —          | —              | —        | —         | 12       | —      | -                                    |
| 1992 | «Visions of You» (Jah Wobble and the Invaders of the Heart featuring Sinéad O’Connor) | 35  | —          | —              | —        | —         | —        | —      | Rising Above Bedlam                  |
| 1992 | «Success Has Made a Failure Of Our Home»                                              | 18  | —          | 20             | —        | 37        | 11       | 78     | Am I Not Your Girl?                  |
| 1992 | «Don’t Cry For Me Argentina»                                                          | 53  | —          | —              | —        | —         | —        | —      | Am I Not Your Girl?                  |
| 1994 | «You Made Me the Thief of Your Heart»                                                 | 42  | —          | 24             | —        | 43        | 4        | —      | In the Name of the Father soundtrack |
| 1994 | «Thank You For Hearing Me»                                                            | 13  | —          | —              | —        | —         | —        | —      | Universal Mother                     |
| 1994 | «Fire on Babylon»                                                                     | —   | —          | —              | —        | —         | —        | 61     | Universal Mother                     |
| 1995 | «Famine» / «All Apologies»                                                            | 51  | —          | —              | —        | —         | —        | —      | Universal Mother                     |
| 1995 | «Haunted» (Shane MacGowan & Sinéad O’Connor)                                          | 30  | —          | —              | —        | —         | 6        | —      | -                                    |
| 1997 | «This Is To Mother You»                                                               | 28  | —          | —              | —        | —         | —        | —      | Gospel Oak EP                        |
| 1997 | «This Is A Rebel Song»                                                                | 60  | —          | —              | —        | —         | 29       | —      | So Far…The Best Of Sinead O’Connor   |
| 2000 | «No Man’s Woman»                                                                      | —   | —          | —              | —        | —         | —        | —      | Faith and Courage                    |
| 2000 | «Jealous»                                                                             | 86  | —          | —              | —        | 58        | —        | —      | Faith and Courage                    |
| 2002 | «Troy (The Phoenix From the Flame)» (remix)                                           | 48  | —          | —              | 3        | —         | —        | —      | -                                    |
| 2003 | «Tears From the Moon» (Conjure One featuring Sinéad O’Connor)                         | 42  | —          | —              | 3        | —         | —        | —      | -                                    |
| 2003 | «Guide Me God» (Ghostland featuring Sinéad O’Connor and Natacha Atlas)                | —   | —          | —              | 20       | —         | —        | —      | -                                    |
| 2003 | «1000 Mirrors» (Asian Dub Foundation featuring Sinéad O’Connor)                       | 81  | —          | —              | —        | —         | —        | —      | Enemy of the Enemy                   |
| 2003 | «Special Cases» (Massive Attack featuring Sinéad O’Connor)                            | 15  | —          | —              | —        | —         | —        | 25     | 100th Window                         |
| 2003 | «A Hundred Thousand Angels» (Graham Bolger Remix)                                     | —   | —          | —              | —        | —         | 18       | —      | Ltd Edition                          |
| 2007 | «I Don’t Know How To Love Him»                                                        | —   | —          | —              | —        | —         | —        | —      | Theology                             |
| 2007 | «Something Beautiful»                                                                 | —   | —          | —              | —        | —         | —        | —      | Theology                             |
| 2007 | «Illegal Attacks» (Ian Brown featuring Sinéad O’Connor)                               | 16  | —          | —              | —        | —         | —        | —      | The World Is Yours                   |